# Yata
Yata (kinesiska: 丫他, 丫他镇) är en köping i Kina. Den ligger i provinsen Guizhou, i den sydvästra delen av landet, omkring 210 kilometer sydväst om provinshuvudstaden Guiyang. Antalet invånare är 15433. Befolkningen består av 7 547 kvinnor och 7 886 män. Barn under 15 år utgör 26,0 %, vuxna 15-64 år 66 %, och äldre över 65 år 6,0 %.